# Roberto Cherro
Roberto Eugenio Cherro (ur. 23 lutego 1907 w Buenos Aires zm. 1965), argentyński piłkarz, napastnik. Srebrny medalista MŚ 30. Długoletni zawodnik Boca Juniors.
Karierę zaczynał w Sportivo Barracas. Później grał w Ferro Carril Oeste, jednak większość kariery spędził w Boca Juniors. W pierwszym zespole występował w latach 1925–1938. Pięciokrotnie był mistrzem kraju (1926, 1930, 1931, 1934 i 1935), trzy razy zostawał królem strzelców I ligi (1926, 1928, 1930). W lidze zdobył 202 gole w 270 meczach.
Znalazł się w składzie Argentyny na premierowe mistrzostwa świata w Urugwaju i zagrał w jednym spotkaniu. Z Argentyną brał udział w igrzyskach w Amsterdamie (srebrny medal) i triumfował w Copa América 1929 oraz 1937. W kadrze grał w latach 1926–1937, zdobył 13 bramek.